# Кућа Милутина Вучковића у Стојнику
Кућа Милутина Вучковића у Стојнику, насељеном месту на територији општине Аранђеловац, представља непокретно културно добро као споменик културе, решењем Завода за заштиту споменика културе у Крагујевцу бр. 253/1 од 26. априла 1976. године.
У кући је била смештена штампарија окружног комитета КПЈ за округ Крагујевачки, у периоду од 1941 до 1943. године. То је скромна грађевина која се састоји од две просторије, чији је један део посебно коришћен као скривница. На главној фасади зграде постављена је спомен плоча.